# Andriej Raina
Andriej Iwanowicz Raina (ros. Андрей Иванович Раина, ur. 1906 w Krasnokucku, zm. 1973) – funkcjonariusz radzieckich organów bezpieczeństwa, pułkownik.

## Życiorys
Ukrainiec, po ukończeniu 1922 szkoły rzemieślniczej pracował jako ślusarz w fabryce, w październiku 1929 powołany do Armii Czerwonej, żołnierz 6 pułku łączności Ukraińskiego Okręgu Wojskowego. Od kwietnia 1932 w Leningradzkim Okręgu Wojskowym, w styczniu 1939 ukończył Akademię Wojskowo-Powietrzną im. Żukowskiego, skierowany do pracy w NKWD, od 4 lutego 1939 w kontrwywiadzie wojskowym w stopniu kapitana, a od 28 października 1939 majora bezpieczeństwa państwowego. Szef Wydziału Specjalnego NKWD Armii Specjalnego Przeznaczenia w Woroneżu, od 14 grudnia 1939 szef Wydziału Specjalnego NKWD 65 Specjalnego Korpusu Piechoty, od września 1940 do sierpnia 1941 rezydent NKWD/NKGB w Maarianhaminie w Finlandii. Od 11 sierpnia do 30 listopada 1941 szef oddziału 3 Wydziału 7 Zarządu 1 NKWD ZSRR, od kwietnia 1942 do kwietnia 1943 zastępca rezydenta NKWD w USA ds. wywiadu naukowo-technicznego, od 14 lutego 1943 pułkownik bezpieczeństwa państwowego, od kwietnia 1943 stycznia 1946 zastępca rezydenta NKGB w USA ds. wywiadu naukowo-technicznego. Od 27 czerwca 1946 do czerwca 1947 zastępca szefa Wydziału 1-E Pierwszego Głównego Zarządu (PGU) MGB ZSRR, 1947 delegowany służbowo do Węgier, Norwegii, Szwecji, Czechosłowacji i Włoch. Później pracował w Ministerstwie Spraw Zagranicznych (MID) ZSRR, m.in. od czerwca 1947 do sierpnia 1950 szef Wydziału 5 Zarządu 1 Komitetu Informacji (KI) przy MID ZSRR. Od 29 grudnia 1951 ponownie w MGB ZSRR, zastępca szefa i p.o. szefa PGU MGB ZSRR, od marca 1953 w MWD ZSRR, od 17 lipca 1953 do marca 1954 zastępca starszego doradcy MWD, następnie KGB przy Ministerstwie Obrony Chin, 1960-1963 zastępca starszego konsultanta KGB MSW Polski, następnie na emeryturze.

## Odznaczenia
- Order Lenina (dwukrotnie - 29 października 1949 i 5 listopada 1954)
- Order Czerwonego Sztandaru (24 listopada 1950)
- Order Czerwonej Gwiazdy (trzykrotnie - 5 listopada 1944, 19 stycznia 1945 i luty 1945)
- Order „Znak Honoru” (26 kwietnia 1940)
- Odznaka "Zasłużony Pracownik Bezpieczeństwa" (1 lipca 1960)

I 3 medale.